# Места знана, а времена давна
„Места знана, а времена давна” је југословенска телевизијска серија у продукцији Телевизије Београд.

## Улоге
| Глумац                   | Улога           |
| ------------------------ | --------------- |
| Андрија Бајић            | Певач (1972)    |
| Звонко Богдан            | Певач (1972)    |
| Зивка Ђуриц              | Певачица        |
| Миодраг Јашаревић        | Виолина (1972)  |
| Мира Пеић                | Певачица (1972) |
| Василија Радојчић        | Певачица (1972) |
| Павле Стефановић         | Певач (1972)    |
| Станиша Стошић           | Певач           |
| Александар Трандафиловић | Певач (1972)    |
| Мира Васиљевић           | Певачица (1972) |

Комплетна ТВ екипа ▼
| Редитељ              | Слободан Радовић   |        |
| Сценариста           | Љубинко Миљковић   |        |
| Композитор           | Петар Вукосављевић | (1972) |
| Директор фотографије | Никола Ђоновић     |        |
| Директор фотографије | Вуко Карановић     |        |
| Монтажер             | Милада Рајшић      | (1972) |